# Benito Lynch

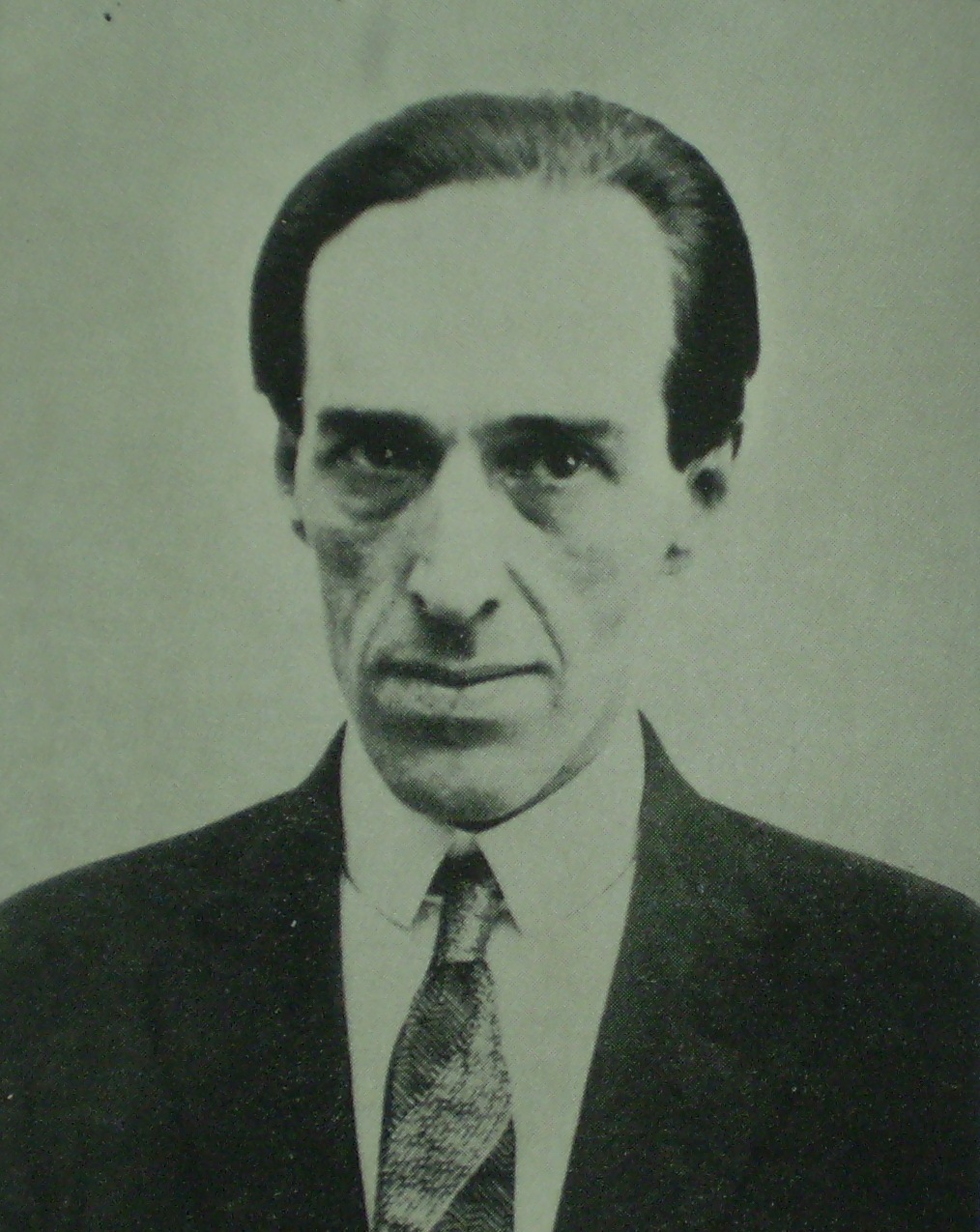
Benito Lynch

Benito Lynch (n. 25 iulie 1885 - d. 23 decembrie 1951) a fost un prozator argentinian.
A scris romane realiste de riguroasă construcție narativă, inspirate din mediul provincial, în care este descrisă cu forță și relief lumpea pampasului, animată de conflicte dramatice puternice.

## Scrieri
- 1916: Los caranchos de la Florida ("Șoimii Floridei")
- 1918: Raquela
- 1922: La evasión ("Evadarea")
- 1924: El inglés de los güesos ("Englezul cu oasele"), capodopera sa
- 1933: El romance de un gaucho ("Cântecul unui gaucho").